# Engelbert Lasinger

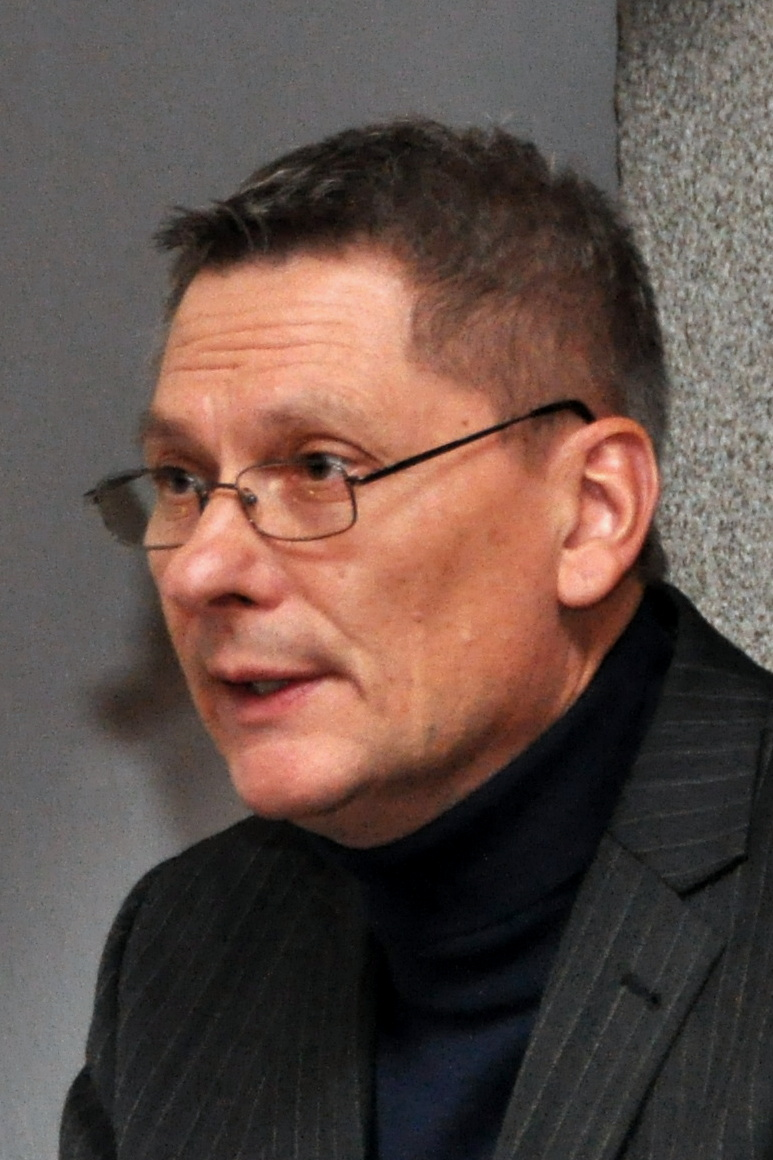
Engelbert Lasinger (2013)

Engelbert Lasinger (* 27. September 1960 in Kaltenberg) ist ein österreichischer Mundartautor.
Seit dem Jahr 2000 leitet er die Gruppe neue mundart im Stelzhamer-Bund.

## Leben und Wirken
Der ausgebildete Kfz-Mechaniker und Beamte im Oberösterreichischen Landesarchiv ist seit 1985 verheiratet, hat zwei Kinder und lebt in Linz.

## Literarisches Wirken
Lasinger schrieb zunächst Anlassgedichte in Schriftsprache und begann 1995 mit der Verfassung und Veröffentlichung zeitgenössischer Literatur, vorwiegend Lyrik, sowohl in Schriftsprache als auch Dialekt.
2008 wirkte er ehrenamtlich beim Heimatbuch der Gemeinde Kaltenberg mit, wobei er dort sein jahrelangen Forschungen und Recherchen zu den Grund- und Hausbesitzern seit der erstmaligen urkundlichen Erwähnung im 14. Jahrhundert in einer Häuserchronik verarbeiten konnte.

## Publikationen
Lasinger veröffentlicht sowohl in Anthologien diverser Herausgeber als auch in eigenen Gedichtbänden, 1998 zunächst im Eigenverlag, später im Freya-Verlag, Linz.

## Vereine
Lasinger ist Gründungsmitglied mehrerer lokaler literarischer Einrichtungen (neue mundart im Stelzhamer-Bund 1997, Schreibwerkstatt Brigitte 1999, Literaturkreis PromOtheus 2005, Schreibwerkstatt Zentrum 2009).

## Auszeichnungen
- Mehrfach Preisträger des Lyrik/Prosa/Märchenpreis AKUT (2011, 2016, 2017)
- Franz-Stelzhamer-Preis des Stelzhamerbundes (2013)
- Franz-Hönig-Preis des Stelzhamerbundes (2013, 2015)
- Konsulent der Oberösterreichischen Landesregierung für Volksbildung und Heimatpflege (2010)
- Mehrfacher Leopold Wandl-Preisträger (1997, 1998, 2012)
- Gewinner diverser lokaler Literaturwettbewerbe (Rosegger-Gesellschaft 2002, Schreibwerkstatt Brigitte 2002, 2010 Tag der Texte beim Linzer Frühling 2008, Typisch Oberösterreich 2008, Mundartwettbewerb Perga Liabschoften (2011))
- Goldenes Ehrenzeichen des Stelzhamer-Bundes (2002)